# Denílson Custódio Machado
Denílson Custódio Machado, více známý jen jako Denílson, (28. března 1943, Campos dos Goytacazes – 1. října 2024, Rio de Janeiro) byl brazilský fotbalista, záložník.

## Fotbalová kariéra
Začínal v týmu Madureira EC. V brazilské lize hrál za  Fluminense FC, Atlético Rio Negro Clube a EC Vitória. Brazilskou ligu vyhrál v roce 1970 s Fluminense. V poháru osvoboditelů nastoupil v 6 utkáních. Za brazilskou fotbalovou reprezentaci nastoupil v letech 1966–1968 v 9 utkáních a dal 1 gól. Byl členem brazilské reprezentace na Mistrovství světa ve fotbale 1966, nastoupil ve 2 utkáních. 

## Ligová bilance
| Ročník                               | Zápasy | Góly | Klub                     |
| ------------------------------------ | ------ | ---- | ------------------------ |
| Campeonato Brasileiro Série A 1964   | -      | -    | Fluminense FC            |
| Campeonato Brasileiro Série A 1967   | -      | -    | Fluminense FC            |
| Campeonato Brasileiro Série A 1968   | -      | -    | Fluminense FC            |
| Campeonato Brasileiro Série A 1969   | -      | -    | Fluminense FC            |
| Campeonato Brasileiro Série A 1970   | -      | -    | Fluminense FC            |
| Campeonato Brasileiro Série A 1971   | 16     | 0    | Fluminense FC            |
| Campeonato Brasileiro Série A 1972   | 28     | 1    | Fluminense FC            |
| Campeonato Brasileiro Série A 1973   | -      | -    | Fluminense FC            |
| Campeonato Brasileiro Série A 1973   | 27     | 0    | Atlético Rio Negro Clube |
| Campeonato Brasileiro Série A 1974   | 17     | 0    | Atlético Rio Negro Clube |
| Campeonato Brasileiro Série A 1975   | 31     | 0    | EC Vitória               |
| CELKEM Campeonato Brasileiro Série A | -      | -    |                          |